# Smilax pottingeri
Smilax pottingeri är en enhjärtbladig växtart som beskrevs av David Prain. Smilax pottingeri ingår i släktet Smilax och familjen Smilacaceae. Inga underarter finns listade.